# Famille Bazzani
Pour les articles homonymes, voir Bazzani.
La famille Bazzani, bolognaise d'origine, est au XIXe siècle une famille de scénographes et de peintres des rideaux de théâtre. 
Carlo et son fils Alessandro ont participé aux mouvements ensurrectionnels et ont été persécutés pour leurs idées libérales et patriotiques. Luigi a visité, plusieurs fois, en trente ans, les fouilles de Pompéi et exécuté des centaines d'aquarelles, aujourd'hui présentes dans de nombreux musées et collections publiques. Cesare, fils de Luigi, était un architecte qui a travaillé dans les premières décennies du XXe siècle, en se distinguant par le goût néoclassique.

## Liste
1. Carlo Bazzani (Bologne, 1807-Rome, 1883), scénographe, pris part à l'insurrection de la Romagne, en 1831, a Foligno. Après un séjour à Odessa, où il est réparé pour raisons politiques, il retourne à Rome en 1861 avec son fils Alessandro et il travaille pour le Teatro Argentina, le Teatro Valle, le Teatro Costanzi et le Teatro Tordinona (Apollo)[1].
2. Alessandro Bazzani (le Bazzanone) (Odessa, 1846-Rome, 5 octobre 1911), scénographe, fils de Carlo Bazzani et d'Adelaide Pozzi. Œuvres : scénographies pour le Teatro Tordinona de Rome, pour le Théâtre Carlo-Felice de Gênes[2].
3. Luigi Bazzani (le Bazzanino) (Bologne, 8 novembre 1836-Rome, 2 février 1927), peintre, illustrateur, aquarelliste et scénographe, fils d'un (autre) Alessandro[3]. Œuvres : aquarelles de Pompei[4].
4. Cesare Bazzani (Rome, 5 mars 1873-Rome, 30 mars 1939), architecte, fils de Luigi Bazzani et d'Elena Fracassini, la sœur du peintre Cesare Fracassini. Œuvres : Galerie nationale d'Art moderne et contemporain, Rome (1911), Gran Madre di Dio, Rome (1931-1933), Gare maritime de Naples (1934), Bibliothèque nationale centrale de Florence, avec Vincenzo Mazzei (1935), Cathédrale de Pescara (1939)[5].

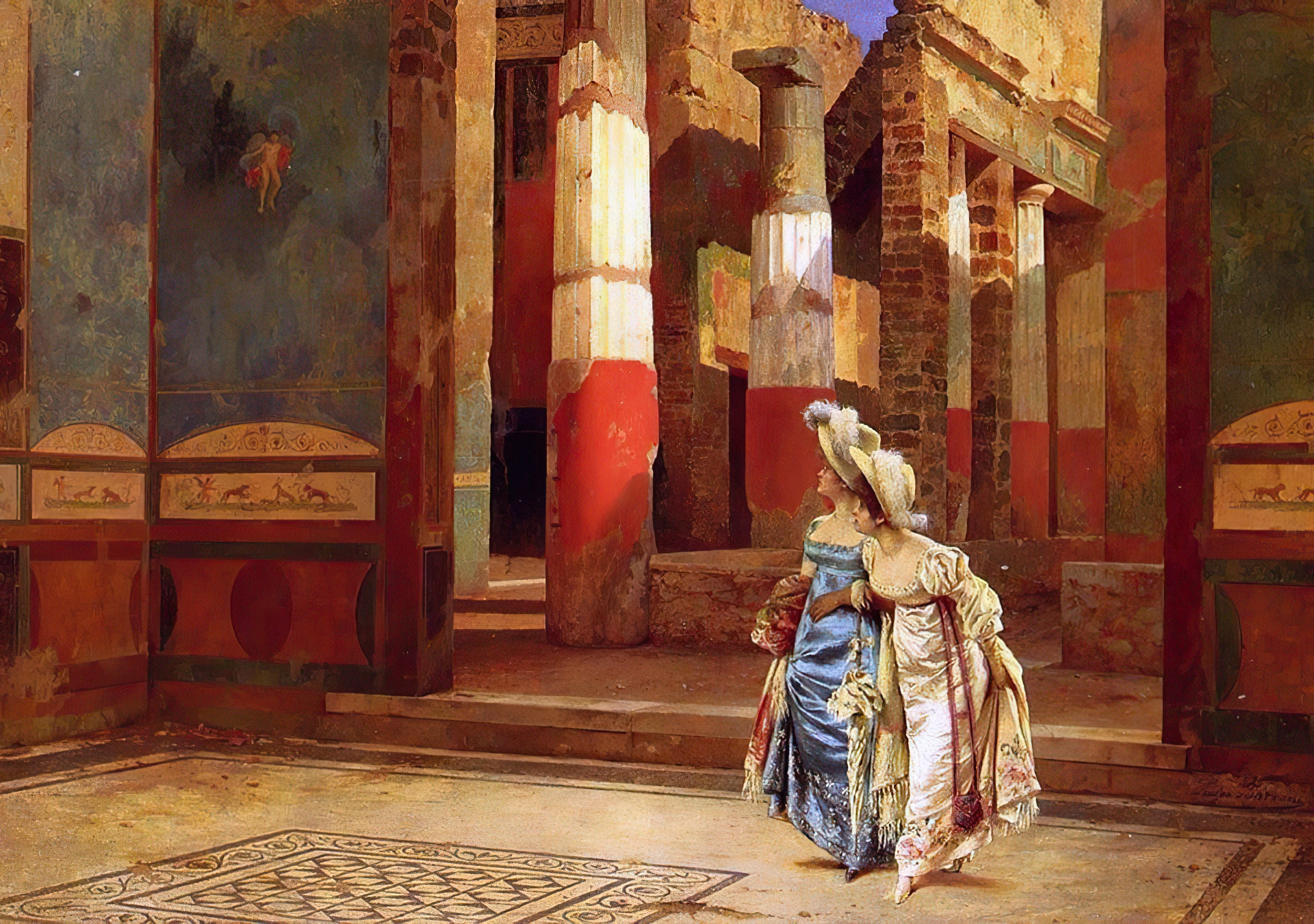
Luigi Bazzani, Visite à Pompei, ante 1927

## Notes et références

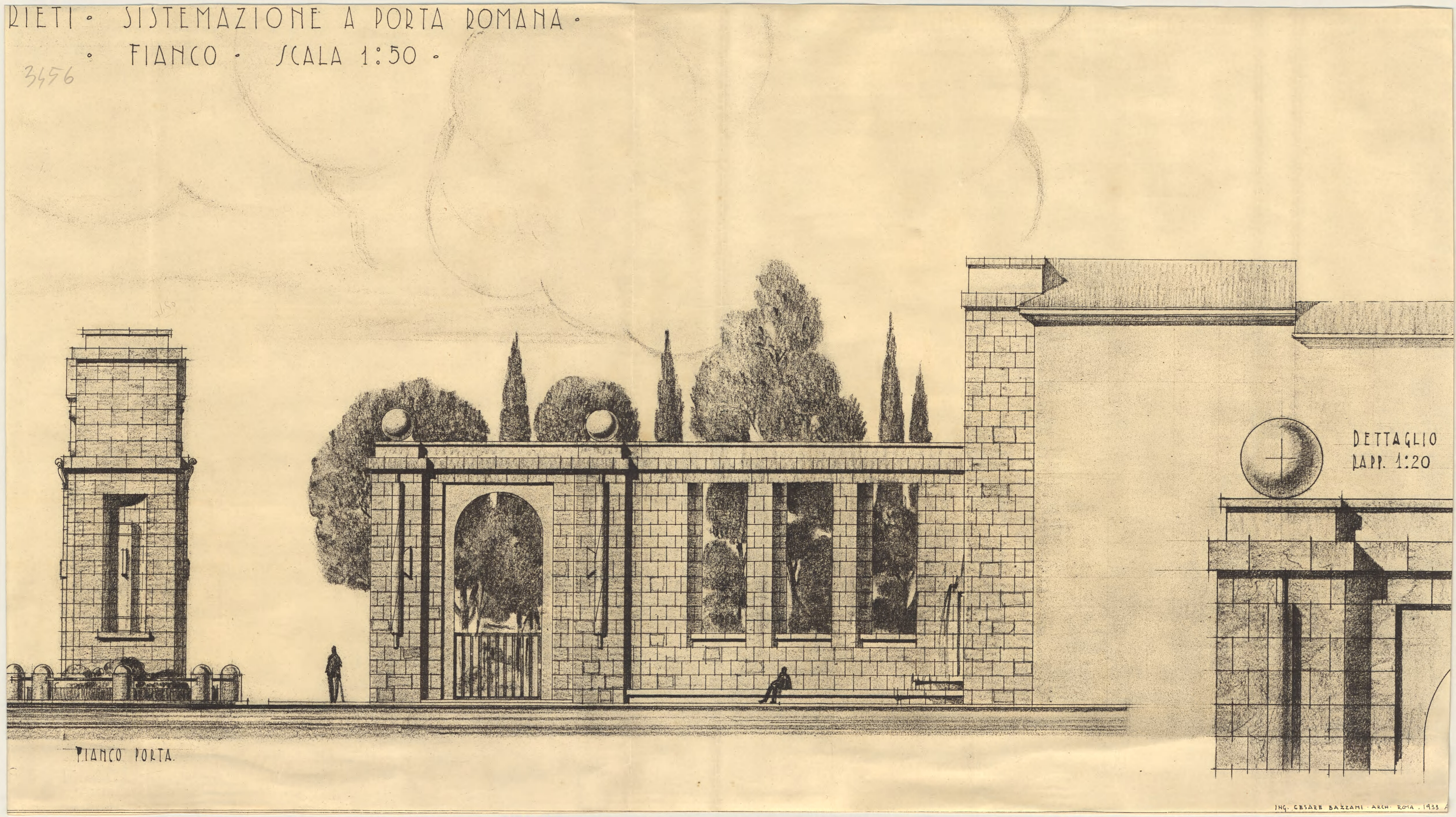
Cesare Bazzani, Arrangement de Porta Romana (Rieti), dessin à crayon (Archivio di Stato di Terni)